# A magyar női labdarúgó-válogatott mérkőzései 2023-ban
A magyar női labdarúgó-válogatott mérkőzései 2023-ban.
Szövetségi kapitány:
- Margret Kratz

## Mérkőzések
| 326. mérkőzés 2023. február 16. Ciprus-kupa 11:00 | Magyarország | 1 – 2             | Románia              | GSZ stadion, Lárnaka |
| 326. mérkőzés 2023. február 16. Ciprus-kupa 11:00 | Szabó V. 16' | 1 – 1 jegyzőkönyv | Oprea 32' Vătafu 50' | GSZ stadion, Lárnaka |

| 327. mérkőzés 2023. február 19. Ciprus-kupa 12:30 | Magyarország | 0 – 8             | Finnország                                                                    | AÉK Aréna, Lárnaka |
| 327. mérkőzés 2023. február 19. Ciprus-kupa 12:30 |              | 0 – 3 jegyzőkönyv | Collin 21' Koivisto 35' Danielsson 43' 88' Sällström 67' 77' 79' Summanen 84' | AÉK Aréna, Lárnaka |

| 328. mérkőzés 2023. február 22. Ciprus-kupa 18:00 | Magyarország | 0 – 1             | Horvátország | AÉK Aréna, Lárnaka |
| 328. mérkőzés 2023. február 22. Ciprus-kupa 18:00 |              | 0 – 0 jegyzőkönyv | Rudelić 54'  | AÉK Aréna, Lárnaka |

| 329. mérkőzés 2023. április 7. barátságos 17:00 | Magyarország                                 | 3 – 1             | Izrael            | Alcufer stadion, Gyirmót Nézőszám: 150 |
| 329. mérkőzés 2023. április 7. barátságos 17:00 | Kaján 62' (11-esből) 85' (11-esből) Süle 82' | 0 – 1 Jegyzőkönyv | Steinschneider 6' | Alcufer stadion, Gyirmót Nézőszám: 150 |

| 330. mérkőzés 2023. április 11. barátságos 16:00 | Magyarország        | 2 – 0             | Izrael | Alcufer stadion, Gyirmót |
| 330. mérkőzés 2023. április 11. barátságos 16:00 | Süle 13' Zeller 34' | 2 – 0 Jegyzőkönyv |        | Alcufer stadion, Gyirmót |

| 331. mérkőzés 2023. július 12. barátságos 19:30 | Magyarország | 1 – 0             | Görögország | Bozsik Aréna, Budapest Nézőszám: 200 Játékvezető: Sulcova (cseh) |
| 331. mérkőzés 2023. július 12. barátságos 19:30 | Turányi 70'  | 0 – 0 jegyzőkönyv |             | Bozsik Aréna, Budapest Nézőszám: 200 Játékvezető: Sulcova (cseh) |

| 332. mérkőzés 2023. július 18. barátságos 20:15 | Magyarország         | 2 – 0             | Bosznia-Hercegovina | Szusza Ferenc Stadion, Budapest Nézőszám: 300 Játékvezető: Jelena Peskovic (horvát) |
| 332. mérkőzés 2023. július 18. barátságos 20:15 | Zágor 58' Fördős 91' | 0 – 0 jegyzőkönyv |                     | Szusza Ferenc Stadion, Budapest Nézőszám: 300 Játékvezető: Jelena Peskovic (horvát) |

| 333. mérkőzés 2023. szeptember 22. Nemzetek Ligája 17:00 | Albánia      | 1 – 1             | Magyarország | Loro Boriçi Stadion, Shkodra Játékvezető: Veronika Kovarova (CZE) |
| 333. mérkőzés 2023. szeptember 22. Nemzetek Ligája 17:00 | Krasniqi 27' | 1 – 0 jegyzőkönyv | Fenyvesi 74' | Loro Boriçi Stadion, Shkodra Játékvezető: Veronika Kovarova (CZE) |

| 334. mérkőzés 2023. szeptember 26. Nemzetek Ligája 19:30 | Magyarország | 0 – 4             | Írország                                          | Hidegkuti Nándor Stadion, Budapest Játékvezető: Zuzana Valentová (SVK) |
| 334. mérkőzés 2023. szeptember 26. Nemzetek Ligája 19:30 |              | 0 – 2 jegyzőkönyv | Hayes 18' McCabe 42' Carusa 49' D. O'Sullivan 70' | Hidegkuti Nándor Stadion, Budapest Játékvezető: Zuzana Valentová (SVK) |

| 335. mérkőzés 2023. október 27. Nemzetek Ligája 18:15 | Magyarország                          | 3 – 2             | Észak-Írország          | Alcufer stadion, Győr Játékvezető: Jurgita Mačikunytė (LTU) |
| 335. mérkőzés 2023. október 27. Nemzetek Ligája 18:15 | Szabó V. 18' Süle 83' Németh H. 90+4' | 1 – 0 jegyzőkönyv | Hamilton 81' Magill 89' | Alcufer stadion, Győr Játékvezető: Jurgita Mačikunytė (LTU) |

| 336. mérkőzés 2023. október 31. Nemzetek Ligája 20:00 | Észak-Írország | 1 – 1             | Magyarország | Seaview, Belfast Játékvezető: Jelena Pejković (CRO) |
| 336. mérkőzés 2023. október 31. Nemzetek Ligája 20:00 | Maxwell 80'    | 0 – 0 jegyzőkönyv | Zeller 56'   | Seaview, Belfast Játékvezető: Jelena Pejković (CRO) |

| 337. mérkőzés 2023. december 1. Nemzetek Ligája 20:30 | Írország    | 1 – 0             | Magyarország | Tallaght stadion, Dublin Játékvezető: Shona Shukrula (NED) |
| 337. mérkőzés 2023. december 1. Nemzetek Ligája 20:30 | Csiszár 66' | 0 - 0 jegyzőkönyv |              | Tallaght stadion, Dublin Játékvezető: Shona Shukrula (NED) |

| 338. mérkőzés 2023. december 5. Nemzetek Ligája 19:00 | Magyarország                                         | 6 - 0             | Albánia | Hidegkuti Nándor Stadion Játékvezető: Karoline Wacker (német) |
| 338. mérkőzés 2023. december 5. Nemzetek Ligája 19:00 | Csiszár 10' 43' 81' Kaján 11' Turányi 18' Zeller 88' | 4 - 0 jegyzőkönyv |         | Hidegkuti Nándor Stadion Játékvezető: Karoline Wacker (német) |